# Файзієв Давронжон Оріфович
Давронжон Оріфович Файзієв (узб. Davronjon Orifovich Fayziev; нар. 16 січня 1976, Самарканд, Узбецька РСР) — узбецький футболіст та тренер, захисник.

## Клубна кар'єра
Професійну кар'єру розпочинав 1993 року в клубі «Согдіана» (Джиззак). 1996 року пограв один сезон за МХСК. Початок сезону 2000 року провів у клубі «Самарканд-Динамо», проте влітку того ж року перебрався з Росії, де виступав за московський ЦСКА. Наприкінці грудня 2001 року від начальника футбольного клубу ЦСКА Мар'яна Плахетко дізнався, що він виставлений на трансфер, а вже за декілька тижнів приїхав на перегляд до «Аланії» і невдовзі підписав контракт. 2003 року повернувся на батьківщину, виступав за «Навбахор» та «Насаф». З 2007 року виступав за «Динамо» (Самарканд), з яким було підписано дворічний контракт, після закінчення якого повернувся до «Согдіани». 2010 року грав за «Хорезм». Завершив кар'єру у «Согдіані».

## Кар'єра в збірній
У національній команді Узбекистану дебютував 29 вересня 1997 року у кваліфікаційному матчі чемпіонату світу 1998 проти збірної Камбоджі (4:1). Загалом у 1997—2007 роках провів 26 матчів за національну збірну та забив 2 м'ячі.

## Кар'єра тренера
У 2012 році Файзієв розпочав тренерську кар'єру у команді «Согдіана». І одразу привів її до перемоги у першій лізі, здобувши путівку до еліти. У квітні 2014 року подав прохання про відставку, яку відхилили. До 2017 року очолював «Согдіану», до поки його не звільнили через незадовільні результати. На початку сезону 2018 року підписав контракт з представником вищого дивізіону чемпіонату Узбекистану, самаркандським «Динамо». У 2021 році підписав контракт з «Бухарою». Потім очолив «Коканд 1912». З січня 2024 року входить до тренерського штабу команди ОКМК.